# Arboretum La Alfaguara

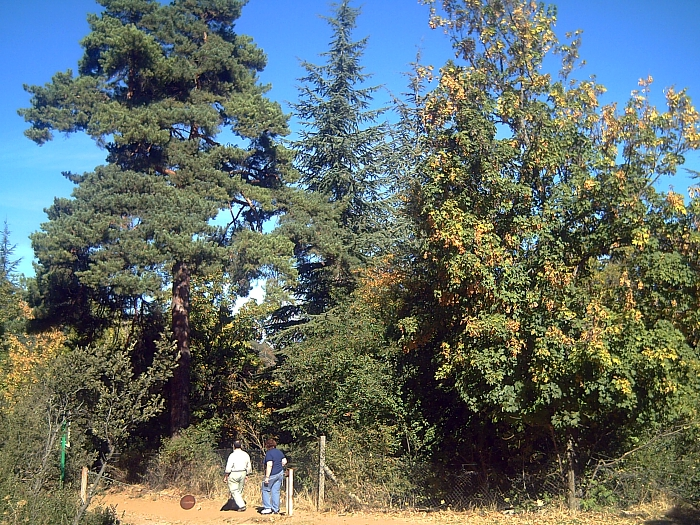
Vista del Arboretum de la Alfaguara.

El Arboretum «La Alfaguara» era un antiguo vivero enclavado en la Sierra de la Alfaguara, del término de Alfacar (Granada), en España, del que han salido numerosos árboles que se encuentran repartidos actualmente por toda la Sierra de la Alfaguara y sierras aledañas. Actualmente toda la Sierra ha sido incorporada al parque natural de la Sierra de Huétor. Junto al arboreto se encuentra una zona de ocio dirigida a los escolares de la provincia de Granada.

## Localización
El arboreto se encuentra a unos 12 km de Granada capital y unos cuatro kilómetros de Alfacar por una pista forestal que, partiendo de Fuente Grande, se adentra en la Sierra de Huétor.

## Historia
Este  arboreto fue durante la mayor parte del pasado siglo XX un vivero que suministró plantas, sobre todo coníferas, para las repoblaciones de toda la Sierra de Huétor, que tenía su cubierta vegetal original (encinas y robles) totalmente esquilmada a causa de la sobreexplotación forestal y ganadera.
En el año 2003 se abrió al público como arboreto después de acondicionar el recinto con senderos de paseo y paneles explicativos de las plantas que allí se encuentran.

## Colecciones
Los árboles del arboreto son caducifolios y coníferas de hoja persistente; están entremezclados, como se pueden hallar en el medio natural. En la base de los especímenes más significativos se han puesto rótulos con el nombre científico.

### Árboles caducifolios
- Cerezo (Prunus avium L.)

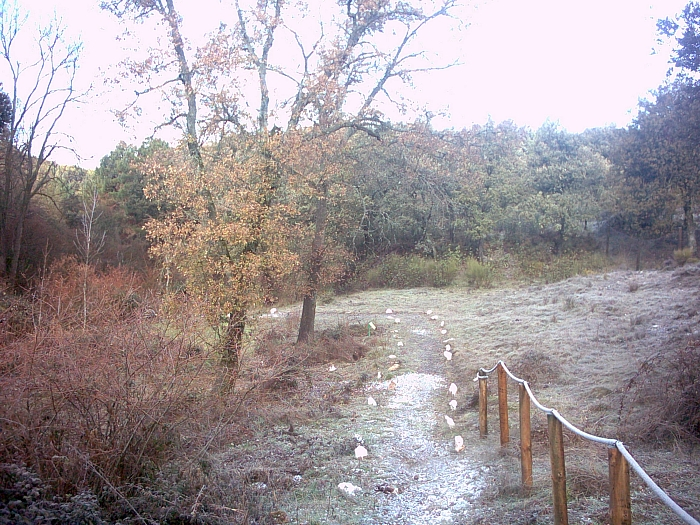
Senda delimitada del Arboretum junto a unos Quercus faginea en el mes de enero.

- Majuelo (Crataegus monogyna Jacq.)
- Peral (Pyrus communis L.)
- Cerezo de Santa Lucía (Prunus mahaleb L.)
- Manzano (Malus domestica Borkh.)
- Endrino (Prunus spinosa L.)
- Olmo (Ulmus minor Mill.)
- Avellano (Corylus avellana L.)
- Arce (Acer opalus subsp. granatense (Boiss.) Font Quer & Rothm.)
- Quejigo (Quercus faginea Lam.)
- Chopo, álamo (Populus nigra L.)
- Álamo blanco (Populus alba L.)
- Álamos híbridos (Populus x canadensis Moench y Populus x euromericana (Dode) Guinier)
- Sauce blanco (Salix alba L.)

### Perennifolios y coníferas
Las estrellas del arboreto son varios cedros centenarios del Atlas que poseen troncos de dos a tres m de diámetro, bajo cuyo dosel se encuentra una espesa formación de brinzales.

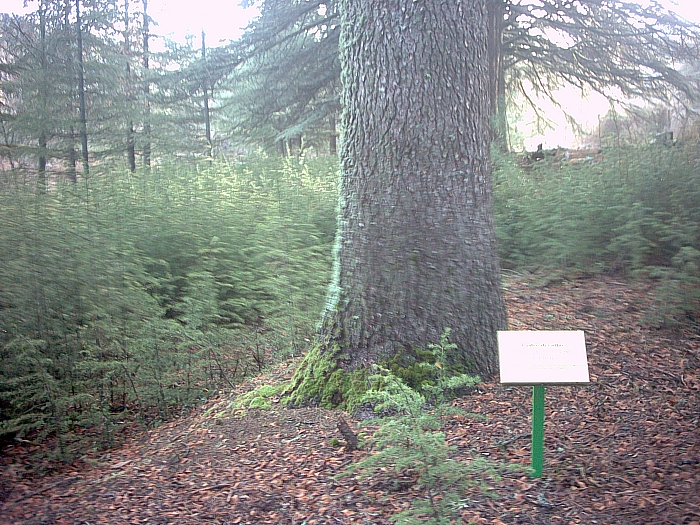
Tronco de uno de los cedros del Atlas Cedrus atlantica; al pie del tronco, una espesa formación de brinzales.

- Cedros del Atlas (Cedrus atlantica (Endl.) Carr.)
- Pino negral o marítimo (Pinus pinaster Ant.)
- Pino amarillo (Pinus ponderosa Dougl. ex Lawson)
- Pino salgareño (Pinus nigra Arnold)
- Pino silvestre endémico (Pinus sylvestris subsp. nevadensis)
- Encina (Quercus rotundifolia Lam.)
- Pinsapo (Abies pinsapo Boiss.)
- Abeto rojo (Picea abies (L.) H.Karst.)
- Cedro de Oregón (Chamaecyparis lawsoniana (A.Murray) Parl.)
- Enebro de la Miera (Juniperus oxycedrus L.)

### Aves
En el arboreto anidan numerosas aves, tales como:
- Jilguero (Carduelis carduelis)
- Piquituerto (Loxia curvirostra)
- Verderón (Carduelis chloris)
- Herrerillo (Parus caeruleus)
- Mirlo (Turdus merula)
- Reyezuelo (Regulus regulus)

## Equipamientos
Alrededor del arboreto se encuentran:
- Un bar-restaurante, en la entrada de La Alfaguara, de construcción relativamente reciente, con una amplia terraza.

- Una zona de acampada. Espacio delimitado para las tiendas de campaña, donde pasan las temporadas de verano grupos de escolares.

- Zonas deportivas y de ocio. Con una piscina de grandes dimensiones y un campo de fútbol.